# FC Valencia (Frauenfußball)
Die Frauenfußballabteilung des FC Valencia aus Spanien besteht seit 2009 und spielt seither erstklassig.

## Geschichte
1998 bildeten Schülerinnen der Deutschen Schule Valencia den Deutschen Sportverein (DSV) Colegio Alemán, der 2007 in die erste spanische Liga aufstieg. 2009 wurde dieses Team als neue Vereinssektion in den FC Valencia inkorporiert. Am 6. September 2009 bestritt Valencia das Eröffnungsspiel der Meisterschaftssaison 2009/10 gegen den Lokalrivalen Levante UD im ersten klassischen Valencia-Derby in der Geschichte des Frauenfußballs, das sie mit 0:2 verloren.  2015 unterlag Valencia im Finale der Copa de la Reina gegen Sporting Huelva mit 1:2.